# Le Passe-muraille (revue)
 (décembre 2011).
Si vous disposez d'ouvrages ou d'articles de référence ou si vous connaissez des sites web de qualité traitant du thème abordé ici, merci de compléter l'article en donnant les références utiles à sa vérifiabilité et en les liant à la section « Notes et références ».
Pour les articles homonymes, voir Le Passe-muraille (homonymie).
Le Passe-muraille est une revue littéraire suisse romande à Lausanne (1992-2011).

## Présentation
Le Passe-muraille, revue des livres, des idées et des expressions est fondé en 1992 par Jean-Luc Badoux, Christophe Calame, Jean-Louis Kuffer, Jacques-Michel Pittier et René Zahnd. Lors de sa dernière publication en 2011 (no 85), son comité de rédaction se composait de Jean-Louis Kuffer (rédacteur en chef), Claude Amstutz, Bruno Pellegrino, Matthieu Ruf, Jean-François Thomas, Patrick Vallon et René Zahnd. La revue présentait la littérature contemporaine (en mettant l'accent sur l'actualité des lettres romandes) par des articles critiques souvent rédigés par des écrivains, ainsi que par la publication de textes inédits.

## Publications
- Le Passe-Muraille no 75, mai 2008, Jacques Chessex à sa pointe
- Le Passe-Muraille no 76, octobre 2008, Le souffle d'un conteur – Ouverture inédite de David Fauquemberg
- Le Passe-Muraille no 77, avril 2009, Les épopées lyriques d'Alain Gerber
- Le Passe-Muraille no 78, juillet 2009, Claude Frochaux iconoclaste
- Le Passe-Muraille no 79, octobre 2009, Magnifique Ella Maillart
- Le Passe-Muraille no 80, décembre 2009, Metin Arditi l'homme-orchestre
- Le Passe-Muraille no 81, avril 2010, Magies de Rose-Marie Pagnard
- Le Passe-Muraille no 82, juin 2010, Passions de Sollers
- Le Passe-Muraille no 83, juillet 2010, Un conteur d'Outrepart – Ouverture inédite de Jean-Daniel Dupuy

## Fiche technique
- format :
  - A4 (31 cm) nos 1 à 50, de 1992 à 2001
  - A3 (42 cm), no 51 à 85, décembre 2001 - mars 2011

## Sources
- Fonds Christophe (Calame) (1992-1999) [3 chemises cartonnées, 3 enveloppes, 1 classeur]. Section :  Archives privées. Cote CH-000053-1 PP 1005/14 Archives cantonales vaudoises (présentation en ligne= https://davel.vd.ch/detail.aspx?ID=1280606].